# Antwerp, New York
Antwerp är en kommun i Jefferson County i delstaten New York, USA.